# Рабочий посёлок Пильна
Рабочий посёлок Пильна — городское поселение в составе Пильнинского района Нижегородской области России. Административный центр — рабочий посёлок Пильна.

## История
Образован в составе Пильнинского района как Пильнинский поссовет 2 марта 1964 года из населённых пунктов село Пильна и посёлок Ваньково упразднённого Пильнинского сельсовета в связи с наделением села Пильны статусом рабочего посёлка (посёлка городского типа).
В рамках муниципальной реформы 2000-х годов бывший Пильнинский поссовет преобразован в городское поселение Рабочий посёлок Пильна согласно закону Нижегородской области от 15 июня 2004 года № 60-З «О наделении муниципальных образований — городов, рабочих посёлков и сельсоветов Нижегородской области статусом городского, сельского поселения», установлены статус и границы муниципального образования.

## Население
| 2002  | 2008  | 2009  | 2010  | 2011  | 2012  | 2013  |
| ----- | ----- | ----- | ----- | ----- | ----- | ----- |
| 7918  | ↘7485 | ↘7432 | ↘7390 | ↘7377 | ↘7238 | ↘7090 |
| 2014  | 2015  | 2016  | 2017  | 2018  | 2019  | 2020  |
| ↘6991 | ↘6954 | ↘6914 | ↘6892 | ↘6879 | ↘6846 | ↘6789 |
| 2021  |       |       |       |       |       |       |
| ↘6474 |       |       |       |       |       |       |

## Состав городского поселения
| № | Населённый пункт | Тип населённого пункта                  | Население |
| - | ---------------- | --------------------------------------- | --------- |
| 1 | Ваньково         | посёлок                                 | ↘8        |
| 2 | Пильна           | рабочий посёлок, административный центр | ↘6466     |

## Примечание
1. ↑  Нижегородская область. Общая площадь земель муниципального образования. Дата обращения: 7 января 2016. Архивировано 13 июня 2018 года.
2. 1 2 3 4  Итоги Всероссийской переписи населения 2020 года (по состоянию на 1 октября 2021 года)
3. ↑  Закон Нижегородской области от 15 июня 2004 года № 60-З «О наделении муниципальных образований — городов, рабочих посёлков и сельсоветов Нижегородской области статусом городского, сельского поселения». Дата обращения: 7 января 2016. Архивировано 5 ноября 2016 года.
4. 1 2  Всероссийская перепись населения 2010 года. Численность и размещение населения Нижегородской области
5. 1 2 3  Нижегородская область. Оценка численности постоянного населения на 1 января 2008-2016 годов
6. ↑  Численность населения Российской Федерации по муниципальным образованиям. Таблица 35. Оценка численности постоянного населения на 1 январ
7. ↑  Численность населения Российской Федерации по муниципальным образованиям на 1 января 2013 года. Таблица 33. Численность населения городских округов, муниципальных районов, городских и сельских поселений, городских населённых пунктов, сельских населённых пунктов — Росстат, 2013. — 528 с.
8. ↑  Таблица 33. Численность населения Российской Федерации по муниципальным образованиям на 1 января 2014 года
9. ↑  Численность населения Российской Федерации по муниципальным образованиям на 1 января 2015 года
10. ↑  Численность населения Российской Федерации по муниципальным образованиям на 1 января 2016 года — 2018.
11. ↑  Численность населения Российской Федерации по муниципальным образованиям на 1 января 2017 года — М.: Росстат, 2017.
12. ↑  Численность населения Российской Федерации по муниципальным образованиям на 1 января 2018 года — М.: Росстат, 2018.
13. ↑  Численность населения Российской Федерации по муниципальным образованиям на 1 января 2019 года
14. ↑  Численность населения Российской Федерации по муниципальным образованиям на 1 января 2020 года